# Lorenzo Campeggio

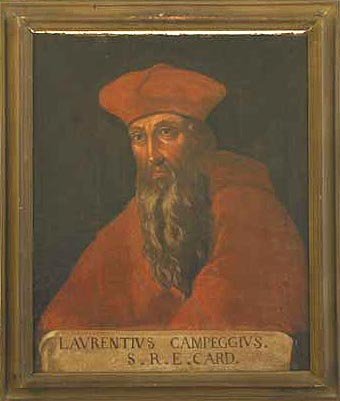
Kardinal Lorenzo Campeggio
Målning från 1700-talet.

Lorenzo Campeggio, född 7 november 1474 i Milano, död 19 juli 1539 i Rom, var en italiensk kardinal.
Han föddes som den äldste av fem söner till Giovanni Zaccaria Campeggio och Dorotea Tebaldini. Bror till Tommaso Campeggio. Campeggio doktorerade i kanonisk- och civilrätt i Bologna 1500 och gifte sig med Francesca Guastavillani, med vilken han fick fem barn. Då hon avled 1509 inledde Campeggio en kyrklig karriär under påve Julius II. 
Han utsågs snabbt för två diplomatiska uppdrag, båda vid Pisamötet. Det första fick han av kejsar Maximilian I, som utnämnde honom till biskop av Feltre 1512 (han innehade posten fram till 1520), och sedan 1512–13 av hertigen av Milano. År 1513 återvände han till Tyskland för att bilda en allians mot osmanerna. Påve Leo X utsåg honom den 1 juli 1517 till kardinalpräst av San Tommaso in Parione, och Maximilian gjorde honom till kardinalsprotektor av det Tysk-romerska riket. 3 mars 1518 sändes han till England som ett steg i Leos fredspolitik. Detta gav Thomas Wolsey chansen att själv skaffa sig en legation genom att använda Campeggios tillstånd att få komma in i England som påtryckning, och sedan utmanövrera den nye påvlige legaten då han anlände, för att sedan ta över fredsstiftningsprocessen som ledde till Londonfördraget 1519. 
Campeggio utsågs formellt till kardinal–protektor av England den 22 januari 1523. Han var inte inblandad i mycket engelska affärer, förutom att hänskjuta biskopsutnämningar i konsistorium. Valet av påve Hadrianus VI 1522 befäste hans position i kurian. 
Campeggio skrev sin De depravato statu ecclesiae för Hadrianus, som föreslog många radikala reformer av den påvliga byråkratin. Den 2 december 1524 tilldelades han biskopsdömet Salisbury, vilket han hade blivit lovad 1518. Valet av påve Clemens VII 1523 stärkte Campeggios makt ytterligare. Han var också medlem av Johann Goritz humanistiska sällskap. Clemens utnämnde honom till biskop av Bologna den 2 december 1523 (vilket han förblev till 1525) och sedan den 9 januari 1524 legat till riksdagen i Nürnberg.
Under Roms skövling i maj 1527 förlorade Campeggio allting. Clemens, som flydde till Orvieto, lämnade honom efter sig som påvlig legat i staden, just när den politiska situationen i England krävde hans uppmärksamhet. Wolsey och Henrik VIII förväntade sig hans stöd för deras förslag att en påvlig med-legat skulle besluta om Henriks skilsmässa från Katarina av Aragonien i samarbete med Wolsey. Campeggio hade dock redan givit ett juridiskt utlåtande till påven som stödde äktenskapets giltighet. 
Trots detta utnämndes han till legat den 8 juni 1528, efter att man kommit överens om ett gemensamt uppdrag åt honom med Wolsey den 13 april. Clemens planerade att använda Campeggio för att dölja sin egen ovilja att ta hand om ärendet, under politiskt tryck från Karl. Campeggio anlände till London den 8 oktober 1528 och utsattes för den första av många sessioner med Wolsey och Henrik, den förste engelske kung som processade inför en påvlig domare personligen. 
Campeggio befann sig nu i en nästan omöjlig position, eftersom kejsar Karl V, Katarina av Aragoniens nevö, var inställd på att förhindra skilsmässan. Den avgörande punkten i lagen för Campeggio var Julius dispens för Henriks och Katarinas giftermål i den fulla formen som nyligen upptäckts i Spanien. Denna var i Katarinas besittning från början av 1528. Hon visade den för Campeggio i oktober, och han ansåg att den vederlade hans uppdrag, eftersom detta inte inbegrep det spanska dokumentet. Han försökte få ärendet att försvinna den 23 juli 1529 genom att skjuta upp det till oktober, men denna handling hade förhindrats av påvens rekommendation av ärendet till Rom en vecka tidigare. På vägen tillbaka till Rom mötte Campeggio Karl och Clemens i Bologna, där påven överförde borgen Dozza till Campeggio, och kejsaren tog familjen under sitt beskydd. Karl gav senare (2 september 1530) Campeggio det spanska biskopsdömet Huesca och Jaca, som han innehade till 17 juni 1534 när han blev biskop av Candia (Kreta) (till 1536). När kejsaren år 1532 utsåg Campeggios son Giambattista till biskop av Mallorca reserverade han administrationen av stiftet till den unge mannens far. Campeggio var legat till Riksdagen i Augsburg 1530, där han förde intensiva förhandlingar med Philipp Melanchthon.
Den 20 maj 1531 hade Henrik avskedat Campeggio. I augusti 1533 förlorade han inkomsterna från Salisbury, och den 21 mars 1534 blev han avsatt genom parlamentsbeslut. Campeggio var medlem av den kommission som exkommunicerade Henrik 1535. Han förblev protektor av Tyskland till sin död, samtidigt som han ägnade mycket energi åt att säkra sin familjs framtid. Han efterlämnade två söner, två bröder och en nevö som biskopar. Han utnämndes till legat till det allmänna rådet som först sammankallades för Mantua och sedan för Vicenza, men närvarade bara på den första sessionen, i maj 1538. Han dog den 25 juli 1539 vid sextiosju års ålder, och begravdes i portiken till kyrkan Santa Maria in Trastevere. År 1571 överfördes åtminstone några av hans ben till kyrkan Santi Marta e Bernardino som han hade byggt i Bologna.